# Танко-гренадерська дивізія «Курмарк»
Танкова гренадерська дивізія «Курмарк» (нім. Panzer-Grenadier-Division «Kurmark»; також невірно звана танковою дивізією «Курмарк») — танкова дивізія вермахту в Другій світовій війні.

## Бойовий шлях
Дивізія була спішно сформована в січні 1945 року під керівництвом відомого оберста Віллі Лангкайта для оборони німецьких провінцій. Склад дивізій був різнорідним, підрозділи були недоукомплектовані і погано екіпіровані. Поряд з солдатами які повернулися у відпустку і погано навченими свіжими частинами в дивізію увійшла неповна запасна бригада дивізії «Велика Німеччина» і фанен-юнкери дрезденської школи, володіли високим бойовим духом. Лангкайт енергійно реквізував особовий склад навчальних закладів і техніку прямо із заводів, через що частина танків не мала гармат. Дивізія «Курмарк» була кинута на Одер, де їй ціною високих втрат (особливо в техніці) вдалося досягти низки успіхів у битві з радянськими військами. Після цього дивізія відійшла на відновлення, а в квітні була переведена на схід від Берліна. В ході наступу багаторазово переважаючих сил «Курмарк» у складі 9-ї армії була оточена, але вирвалася на південний захід, де знову зустрілася з радянським наступом і була розгромлена. Але деяким підрозділам вдалося піти на захід і перейти Ельбу, де 8 травня вони здалися американцям у складі 12-ї армії.

## Бойовий склад
- 151-й танковий полк «Курмарк»
  - 1-й батальйон («Пантери»)
  - 2-й батальйон (PzKpfw IV і «Хетцери»)
- 152-й танковий гренадерський полк (2 батальйону велосипедистів)
- Танковий фузілерних полк «Курмарк»
- 151-й танковий артилерійський полк «Курмарк» (2 дивізіону)
- 151-й протитанковий батальйон «Курмарк» (4 роти, «Панцершрек» і «Панцерфауст»)
- 151-й танковий розвідувальний батальйон «Курмарк»
- 151-й танковий саперний батальйон «Курмарк»
- 151-й танкова рота зв'язку «Курмарк»
- Армійська зенітна батарея «Курмарк»